# Wiktoryja Jemialjanczyk
Wiktoryja Jemialjanczyk (biał. Вікторыя Емяльянчык; ros. Виктория Емельянчик, Wiktorija Jemieljanczik; ur. 30 stycznia 1989) – białoruska siatkarka, reprezentantka kraju, grająca jako atakująca. Obecnie występuje w drużynie Żetysu.